# 長澤秀行
長澤 秀行（ながさわ ひでゆき、1954年10月16日 - ）は、日本の獣医学者。専門は、寄生虫学、免疫学。国立大学法人北海道国立大学機構の大学総括理事（帯広畜産大学学長）。医学博士（徳島大学）、獣医学修士（帯広畜産大学）。「長沢秀行」とも表記される。

## 人物
1954年、北海道旭川市生まれ。馬の獣医師を目指して帯広畜産大学に進学して獣医師免許を取得したところ、獣医療の現場従事に自信を抱くことが出来ず、学業の場を徳島大学に移して、寄生虫免疫学の研究に携わる。その後、母校の原虫病研究センターに戻ってからキャリアを積むうちに、大学経営に向き合うこととなり、53歳の若さで国立大学の学長に就任した。スポーツはラグビー。
JICAと連携して獣医農畜産分野における国際協力人材の育成を推し進めて、十勝・道東地区の国際化に貢献したことが評価され、2017年に外務大臣表彰を受賞。とかち財団では、コミュニティ・ビジネスの創成にも関わって、若者の起業・創業を支援するための学生起業家育成支援プロジェクトに取り組んだ。

## 経歴
＜主な出典：＞
1978年3月、帯広畜産大学畜産学部獣医学科卒業。1980年3月、帯広畜産大学院畜産学研究科修士課程修了。1984年3月、徳島大学大学院医学研究科博士課程単位取得退学（同年11月、同博士課程修了）。同年4月、徳島大学医学部助手、1991年11月、徳島大学医学部講師（この間、1986年5月から1988年3月までケース・ウェスタン・リザーブ大学病理学研究所研究員として洋行）。1993年11月、徳島大学医学部助教授。1995年7月、帯広畜産大学原虫病分子免疫研究センター（現・原虫病研究センター）教授、2001年4月、同学原虫病研究センター長。同年11月、日本原生動物学会賞受賞。2002年2月、帯広畜産大学副学長（教育学生担当）、2004年4月、帯広畜産大学理事事・副学長（総務研究担当）、2008年1月より帯広畜産大学学長就任。2015年12月に帯広畜産大学退官。2016年1月、帯広畜産大学名誉教授を授与されるとともに、帯広畜産大学顧問に就任し2022年3月まで在任。その間、2016年6月から2021年10月末まで公益財団法人とかち財団理事長（常勤）を務める。その後、2022年4月設立の北海道国立大学機構大学総括理事に就任するとともに帯広畜産大学学長に再任。